# Charles Clappier
Charles Emile Clappier (Lione, 26 agosto 1867 – ...) è stato uno schermidore francese.
Partecipò ai Giochi della II Olimpiade di Parigi nelle gare di spada per maestri e sciabola per maestri. In entrambe le gare fu eliminato in semifinale.